# 185 Eunike
185 Eunike је астероид главног астероидног појаса. Приближан пречник астероида је 157,51 km,
а средња удаљеност астероида од Сунца износи 2,739 астрономских јединица (АЈ).
Инклинација (нагиб) орбите у односу на раван еклиптике је 23,224 степени, а орбитални период износи 1656,296 дана (4,534 године). Ексцентрицитет орбите астероида износи 0,127.
Апсолутна магнитуда астероида износи 7,62 а геометријски албедо 0,063.
Астероид је откривен 1. марта 1878. године.